# Liste der Kulturgüter in Niedermuhlern
Die Liste der Kulturgüter in Niedermuhlern enthält alle Objekte in der Gemeinde Niedermuhlern im Kanton Bern, die gemäss der Haager Konvention zum Schutz von Kulturgut bei bewaffneten Konflikten, dem Bundesgesetz vom 20. Juni 2014 über den Schutz der Kulturgüter bei bewaffneten Konflikten sowie der Verordnung vom 29. Oktober 2014 über den Schutz der Kulturgüter bei bewaffneten Konflikten unter Schutz stehen.
Objekte der Kategorie A sind im Gemeindegebiet nicht ausgewiesen, Objekte der Kategorie B sind vollständig in der Liste enthalten, Objekte der Kategorie C fehlen zurzeit (Stand: 26. März 2024). Unter übrige Baudenkmäler sind geschützte Objekte zu finden, die im Bauinventar des Kantons Bern als «schützenswert» verzeichnet sind.

## Kulturgüter
| Foto |                                                             | Objekt                           | Kat. | Typ | Standort                                           | Beschreibung |
| ---- | ----------------------------------------------------------- | -------------------------------- | ---- | --- | -------------------------------------------------- | --- |
| BW   | Datei hochladen · Wikidata zu Hofgruppe Schmutz (Q29674107) | Hofgruppe Schmutz KGS-Nr.: 01124 | B    | G   | Fallenbach 131, 132, 133, 137, 142 602960 / 189845 | Den Mittelpunkt dieses Gehöfts bildet ein um 1760 erbautes Bauernhaus. Der stattliche Ständerbau mit Ründe besitzt eine imposante, zehn Fenster breite rhythmisierte Giebelfassade mit Lauben und zahlreichen Inschriften. Zu den Nebengebäuden gehören je ein Speicher aus dem 16. Jahrhundert, von 1737 und von 1760 sowie ein Ofenhaus von 1764.                                            |
| ja   | Datei hochladen · Wikidata zu Bachmühle (Q29674127)         | Bachmühle KGS-Nr.: 01125         | B    | G   | Bachmühle 166 600915 / 190655                      | Die Geschichte dieser Mühle reicht bis ins 10. Jahrhundert zurück, als sie zu den Gütern der Kaiserin Adelheid gehörte. Das heutige Gebäude entstand 1773 und zählt zu den herrschaftlichsten Mühlenbauten des Kantons. Der Mauerbau besitzt reiche Malereien am Fachwerk und an der Ründe sowie eine prächtige zweiarmige Freitreppe aus Sandsteinquadern, die zum Hochparterre hinauf führt. |

## Übrige Baudenkmäler
Hinweis: Anstelle der KGS-Nummer wird als Objekt-Identifikator (ID) die Grundstücksnummer verwendet.
| ID  | Foto |                 | Objekt                   | Typ | Standort                          | Beschreibung |
| --- | ---- | --------------- | ------------------------ | --- | --------------------------------- | ------------ |
| 41  | BW   | Datei hochladen | Speicher (1732)          | G   | Neuhaus 110 600612 / 190016       |              |
| 79  | BW   | Datei hochladen | Speicher (1750)          | G   | Ratzenberg 177 599926 / 189466    |              |
| 88  | BW   | Datei hochladen | Bauernhaus (1718)        | G   | Niederblacken 158 600954 / 190334 |              |
| 96  | BW   | Datei hochladen | Ofenhaus (1713)          | G   | Ratzenberg 174 599934 / 189442    |              |
| 96  | BW   | Datei hochladen | Stock (1824)             | G   | Ratzenberg 175 599911 / 189441    |              |
| 124 | BW   | Datei hochladen | Ofenhaus (18. Jh.)       | G   | Gätzibrunnen 124 602869 / 189644  |              |
| 162 | BW   | Datei hochladen | Speicher (um 1800)       | G   | Fuhren 87 601107 / 188668         |              |
| 288 | BW   | Datei hochladen | Speicher (1738)          | G   | Tann 114 602292 / 190799          |              |
| 395 | BW   | Datei hochladen | Speicher (1747)          | G   | Niederblacken 165 601013 / 190209 |              |
| 472 | BW   | Datei hochladen | Speicher (1744)          | G   | Bachmühle 166a 600888 / 190637    |              |
| 507 | BW   | Datei hochladen | Speicher (Mitte 18. Jh.) | G   | Oberblacken 95 601221 / 189412    |              |
| 511 | BW   | Datei hochladen | Bauernhaus (1746)        | G   | Dorf 14 601897 / 190079           |              |
| 511 | BW   | Datei hochladen | Speicher (1751)          | G   | Dorf 16 601927 / 190059           |              |